# برت ایوز
برت ایوز (انگلیسی: Bert Ives; ۱۸ دسامبر ۱۹۰۸ – ۱۹۸۰ (۷۱−۷۲ سال)) بازیکن فوتبال بود.
از باشگاه‌هایی که در آن بازی کرده‌است می‌توان به باشگاه فوتبال بلیث اسپارتانس اشاره کرد.